# Леки, Марк
Марк Леки (англ. Mark Leckey; род. 1964, Беркенхед, Великобритания) — британский современный художник, работающий с коллажем, музыкой и видео. Завоевал популярность благодаря нескольким видеороликам в технике реди-мейд и жанре видео-арта, рождающим чувства ностальгии и тревоги и использующим элементы поп-культуры. Наиболее известные работы — Fiorucci Made Me Hardcore (1999) и Industrial Light and Magic (2008, Премия Тёрнера). 
Работы Леки широко представлены на международном уровне, включая персональные выставки в Kölnischer Kunstverein (Кёльн, 2008) и в Le Consortium (Дижон, 2007). Перформансы художника проводились в Нью-Йоркском музее современного искусства, Центре искусств Абронс (2009), Институте современного искусства в Лондоне (2009), в Музее Соломона Гуггенхейма (2008). Произведения хранятся в собраниях Галереи Тейт и Центра Помпиду. 

## Биография
Леки родился в Беркенхеде, графство Мерсисайд, неподалёку от Ливерпуля. В интервью 2008 года в The Guardian он описал, как рос в рабочей семье и в юности примкнул к кажуалам. Оба родителя Леки работали в ливерпульской компании Littlewoods, продававшей одежду и занимавшейся букмекерством. Посещал школу в Элсмир-Порт,  графство Чешир. В 15 лет Леки бросил школу, получив аттестат только по одному предмету — искусству. С 19 лет одержимо изучал древние цивилизации. Леки называл себя самоучкой. После разговора с отчимом, сдал экзамены повышенного уровня и поступил в академию художеств в Ньюкасле, где без особого удовольствия учился с 1987 по 1990 год. 
В конце 1995 года Леки переехал в Нью-Йорк. В первый раз он вернулся в Лондон в 1997 году и работал в агентстве веб-дизайна Online Magic. В 1999 году, в момент создания видео Fiorucci Made Me Hardcore, Леки жил в крошечной квартире на Уиндмилл-стрит в Фицровии. В это же время вместе с Эдом Лаликом (англ. Ed Laliq) он создал группу donAteller. Их первое выступление состоялось в 414 Club в Брикстоне. Позднее к группе присоединились Энрико Дэвид и Бонни Кэмплин. В 2005 году Леки поступил в качестве профессора в Штедельшуле в Франкфурте-на-Майне, Германия и до 2009 года преподавал кинематографию. 
О настоящее время Леки живёт в северном Лондоне со своей женой Лиззи Кэри-Томас, куратором современного искусства в галерее «Серпентайн», и дочерью. 

### Карьера
Темы работ Марка Леки в области видео-арта характеризуются критиком Дейлом Макфарлендом из журнала Frieze как «безвкусные, но странным образом романтически элегантные аспектов британской культуры». В интервью The Guardian художник сказал, что ему нравится идея позволять «культуре использовать вас в качестве инструмента», но добавил, как только автор начинает думать о чём-то как об искусстве, как работа будет действовать, художественный процесс прекращается. Мэтью Хиггс описывал работы Леки как «обладающие странным, не похожим на искусство качеством, находящиеся на острие ножа, где встречаются искусство и жизнь». В качестве того, кто оказал наибольшее влияние на творчество, Леки назвал калифорнийского критика Эрика Дэвиса. Самого себя он отнёс к представителям поп-арта. 
В 1990 году Марк Леки вместе с Дэмьеном Херстом участвовал в выставке New Contemporaries в лондонском Институте современного искусства. В дальнейшем он не участвовал в публичных мероприятиях и вернулся только в 1999 году с работой Fiorucci Made Me Hardcore. В 2004 году Леки участвовал в Манифесте 5. В 2006 году он был приглашён на триеннале Галереи Тейт. В 2013 году Леки совершил поездку по Великобритании в рамках кураторского проекта The Universal Addressability of Dumb Things, заказанного галереей Хейворда. Осенью 2014 года в центре современного искусства WIELS Брюсселе состоялась ретроспективная выставка работ Леке. Получившая название Lending Enchantment to Vulgar Materials («Придавая очарование вульгарным материям»), она на 2019 год остаётся крупнейшей выставкой Леки. Название выставки заимствовано из письма Гийома Аполлинера, в котором поэт утверждал, что он и кинорежиссёр Жорж Мельес «придают очарование вульгарными материям». 

## Известные работы

### Fiorucci Made Me Hardcore(1999)
В 1999 году Гэвин Браун, Мартин Макгоун и Марк Лекки были на частном просмотре в одной из галерей Лондона. Во время беседы с Эммой Декстер, тогдашним куратором Института современного искусства, Леки заявил, что самым захватывающим видом искусства является музыкальное видео. Заинтригованная Декстер предложила художнику создать подобную работу. Леки снял 15-минутный фильм, который назвал Fiorucci Made Me Hardcore. Премьерный показ видеоролика состоялся в Институте современного искусства. 
Работа представляет собой подборку чужих материалов, посвящённых подпольной музыкальной и танцевальной сцене Великобритании 1970—1990-х годов. Фильм начинается с диско-сцены 1970-х годов, упоминает о северном соуле конца 1970-х и начала 1980-х годов и завершается рейвом 1990-х годов. Наложенные друг на друга звуковые дорожки сопровождают видеоряд, создавая ощущение единства и непрерывности повествования. В некоторых местах добавлен разговор. В середине видео вставлена анимация: татуировка птицы как будто оживает, срываясь с руки танцора и перелетая в следующий кадр на руке посетителя ночного клуба. Некоторые танцевальные движения повторяются в цикле в течение нескольких секунд, другие — в замедленном режиме. 
Значительная часть материала заимствована из фильма Тони Палмера 1977 года «Казино Уиган» (англ. The Wigan Casino), снятого для Granada Television. Леки повторяет опыт других художников апроприативного видео-арта, и критики находили в работе сходство с литературной техникой нарезок Уильяма Берроуза, заключающейся в том, что текст разбивается на предложения и слова, перемешивается и превращается в новый текст. 
Рассматривая нескольких первых видеофильмом Леки, среди которых, помимо Fiorucci…, We Are (Untitled) (2000) и Parade (2003), искусствовед Кэтрин Вуд пишет, что они «представляют человеческий субъект, стремящийся перейти в уменьшенную размерность. Он танцует, принимает наркотики и наряжается, пытаясь превзойти упрямую физику тела и исчезнуть в абстрактном отождествлении с экстазом от музыки или цельностью образа». 
Название, по словам Лекки, призвано показать, что «что-то столь банальное, броское и утилитарное, как марка джинсов, может быть присвоено группой людей и превращено в нечто тотемичное, мощное и жизнеутверждающее». Леки признался, что плакал во время создания видео. 

### Sound System(2002)
Sound System (2002) — одна из «погружающих» работ Леки, которые создают звуковое и  визуальное воздействие на зрителей. 

### Made in 'Eaven(2004)
Действие видео происходит в лондонской студии Леки. Камера вращается вокруг «Кролика» Джеффа Кунса (1986), который находится в центре пустой комнаты. Видеоряд записан на 16-мм киноплёнку и «выставлено на постаменте как скульптура». На зеркальной поверхности скульптуры четко отражается комната, но отражения камеры нет, и через некоторое время зритель понимает, что в студии никогда не было «Кролика» — это был компьютерный образ работы Кунса. 
Леки является поклонником Кунса, объясняя своё увлечение тем, что кролик является почти недоступным человеку совершенством, появившимся как только Кунс его вообразил. Я всегда слишком вовлечен в работу ". 

### Пьяные пекари(2006)
Видео использует комикс-стрип Drunken Bakers из журнала Viz, придуманный Барни Фармером и иллюстрированный Ли Хили. Леки снимал комикс, добавлял крупные планы и джамп-каты, чтобы создать ощущение покадровой анимации. Все реплики с изображения удалены и заменены звуковыми диалогами, дословно воспроизведёнными по комиксу самим художником и Стивеном Клейдоном, участником группы JackTooJack. Добавлены звуковые эффекты отрыжки, рвоты, прихлебывания, а между эпизодами используется переход с затемнением. 
Видео проецируется на белую стену в полностью белой комнате, снаружи комнаты проецируются часы, отсчитывающие время от трёх до четырёх, а затем повторяющие цикл. В комиксе и видео отсутствует цвет, поэтому в комнате только два цвета: чёрный и белый. Как и некоторые из предыдущих работ, видео показывает «гедонистическую трату времени как средство (временного) избавления от ограничений капитализма и взрослой ответственности». Роберта Смит отмечала: «Мистер Лекки создаёт гнетущее чувство непреодолимого влечения пьющего к забвению, раскрывая болезненные реалии, которые часто порождают комедию». Леки не получал официального разрешения на использование комикса от журнала Viz, «который, в редком случае корпоративного озарения, предоставил разрешение задним числом».

### Felix Gets Broadcast(2007)
В работе использована одна из ранних фигурок кота Феликса. Подобные фигурки использовались в экспериментальных передачах раннего телевидения.

### Industrial Light and Magic(2008)
Работа Industrial Light and Magic получила премию Тёрнера 2008 года. В ней использована видеолекция Cinema-in-the-Round, в которой «художник предлагает подборку своих выступлений о кинематографе, телевидении и видео на тему отношения объекта и изображения. 

### GreenScreenRefrigeratorAction(2010)
Перформанс начинался с вдыхания газа, используемого в качестве хладагента в холодильнике Samsung . С помощью цифровой модуляции Лекки озвучивает внутренний монолог чёрного холодильника Samsung, который пытается осознать себя и окружающий мир. Работа, по словам Леки, является своего рода фантазией: он может привести себя в «состояние вне себя, подобное холодильнику, менее человеческое, ощущаемое как образ». 

### BigBoxStatueAction(2003—2011)
В работе BigBoxStatueAction одна из звуковых систем Леки завязывает разговор со знаковыми британскими модернистскими скульптурами, такими как Jacob and the Angel Джейкоба Эпстайна и произведения Генри Мура . Чтобы получить ответ от скульптуры, Леки исполняет «серенаду», созданную из семплированной музыки и архивных материалов.

### The Universal Addressability of Dumb Things / UniAddDumThs(2013—2015)
Леки курировал выставку The Universal Addressability of Dumb Things в Nottingham Contemporary. Название отсылает к гипотетической концепции из области компьютерных технологий, согласно которой «возможна сеть объектов, коммуницирующих между собой как разумные агенты». В трёх экспозициях, проходивших в трёх разных галереях были представлены предметы и произведения искусства широкого исторического периода.
В 2015 году Лекей продемонстрировал UniAddDumThs, реплику оригинальной выставки, в Кунстхалле Базеля. Были представлены полностью воспроизведённые с помощью 3D-печати и картона версии объектов, экспонировавшихся во время оригинальной выставки. 

### Dream English Kid, 1964 - 1999 AD(2015)
Фильм-коллаж, посвящённый переходному возрасту. Леки использовал «найденные воспоминания» о своей жизни с начала 1960-х до конца 1990-х годов, которая постепенно наращивают тревожность и оцепенения. Гарри Торн из журнала Frieze писал, что элементы фильма, такие как повторяющиеся упоминания солнечных и лунных затмений (которые Леки астрологически относил к себе, так как родился под знаком рака, которым управляет Луна), и обратные отсчеты, «отражают желание постичь более крупную вселенную, чем характерная как для конкретной эпохи, так и для самого художника». 

## Коллекции
Работы Леки хранится в постоянных коллекциях следующих музеев: 
- Галерея Тейт, Лондон[7];
- Центр Жоржа Помпиду, Париж[8].